# Montigné-le-Brillant
Montigné-le-Brillant é uma comuna francesa na região administrativa da Pays de la Loire, no departamento de Mayenne. Estende-se por uma área de 18,05 km². Em 2010 a comuna tinha 1 352 habitantes (densidade: 74,9 hab./km²).